# 艾琳·佩珀伯格
艾琳·佩珀伯格（1949年4月1日—）是一位美国动物行为学家，曾在多个高校任职，现为哈佛大学教授，专攻鹦形目的動物認知，主要作品有与鸚鵡亞歷克斯的实验记录《你保重，我愛你：我和我的聰明鸚鵡艾利斯》（Alex & Me）。